# Некрасов Андрій Сергійович
Андрі́й Сергі́йович Некра́сов (9 [22] червня 1907, Москва — 15 лютого 1987) — радянський моряк і письменник.

## Біографія
Народився в Москві, в сім'ї лікаря. Мати, Людмила Федорівна Некрасова, померла після Великої Вітчизняної війни. Закінчивши школу, працював монтером і техніком на Московській трамвайній станції. У 1926 році переїхав до Мурманська і поступив матросом на риболовецьке судно. Пізніше ходив на різних судах в районах Крайньої Півночі і Далекого Сходу. У 1933 закінчив Владивостоцький морський технікум Наркомату Морського Флоту СРСР. В цьому ж році призначений заступником начальника морського управління тресту «Дальморзверпром». 
Друкувався з 1928 року￼￼. Найбільшої популярності серед його творів отримала гумористична повість «Пригоди капітана Врунгеля», згодом кілька разів екранізована. Головним героєм твору став капітан Врунгель, «радянський барон Мюнхгаузен» — бувалий моряк, що розповідає про свої дивовижні подорожі по всьому світу.
З квітня 1942 року — рядовий на Західному фронті,  1942 року — співробітник фронтової газети. Член СП СРСР з 1943 року. З листопада 1943 року — в резерві ГоловПУРу в Москві. 
14 квітня 1944 року, працюючи в газеті у званні лейтенанта, був засуджений Військовим трибуналом Ростовського-на-Дону гарнізону на 3 роки ВТТ. 
Після війни повернувся на літературну роботу, був членом редколегій журналу «Пионер» і літературно-художнього альманаху «Океан».
Грав професійно в футбол за клуб «Крила Рад». 
Помер 15 лютого 1987 року, на 80-му році життя. Андрій Некрасов похований у Москві на Ваганьковському кладовищі.